# Wilfred Vias
Wilfred „Freddy“ Vias (* 8. Oktober 1929 in Seremban; † 7. Juni 2022 in Petaling Jaya) war ein malaysischer Hockeyspieler.
Wilfred Vias wurde 1954 Kapitän der Hockeynationalmannschaft der Föderation Malaya und nahm mit dieser an den Olympischen Spielen 1956 in Melbourne teil. Die Mannschaft belegte im Endklassement den neunten Platz.
Auch neben seiner Funktion als Spieler engagierte sich Vias im Hockeysport. So war er von 1950 bis 1953 Geschäftsführer der Johor Hockey Association und von 1956 bis 1957 war er in gleicher Funktion bei der Negeri Sembilan Hockey Association tätig.
Vias arbeitete als Bewährungshelfer und war in verschiedenen Funktionen bei Ministry of Youth and Sports tätig.